# Kandik
La rivière Kandik est un cours d'eau de l'est de l'Alaska, aux États-Unis, situé dans la  région de recensement de Yukon-Koyukuk. C'est un affluent du Yukon.

## Description
Longue de 82 milles (132 km), elle prend sa source au Canada, coule en direction du sud-ouest et se jette dans le fleuve Yukon, à 9 milles (14 km) au nord-est de son confluent avec la rivière Charley.
Son nom indien a été référencé par le Lieutenant Schwatka en 1885. Ce cours d'eau est aussi connu sous le nom de Charlie Creek, du nom du village situé à son embouchure.

## Sources
- (en) « Kandik », Geographic Names Information System